# بازتابش سیگنال
در مخابرات، بازتابش سیگنال (به انگلیسی: signal reflection) زمانی اتفاق می‌افتد که یک سیگنال در امتداد یک محیط انتقال مانند کابل مسی یا فیبر نوری منتقل شود. ممکن است مقداری از توان سیگنال به جای اینکه در طول کابل به انتهای کابل منتقل شود، به مبدأ خود بازتابیده شود. این به این دلیل است که نقص در کابل باعث عدم‌تطابق امپدانس و تغییرات غیرخطی در مشخصه‌های کابل می‌شود. این تغییرات ناگهانی در مشخصه‌ها باعث می‌شود که مقداری از سیگنال‌های ارسالی بازتابیده شود. در عمل فرکانس رادیویی (آراف) این اغلب در یک نسبت بی‌بُعد به نام نسبت موج ایستاده ولتاژ (وی‌اس‌دبلیوآر) با پُل وی‌اس‌دبلیوآر اندازه‌گیری می‌شود. نسبت انرژی برگشتی به عدم‌تطبیق امپدانس بستگی دارد. از نظر ریاضی، با استفاده از ضریب بازتاب تعریف می‌شود.
از آنجایی که اصول یکسان است، درک این مفهوم در هنگام در نظر گرفتن یک فیبر نوری شاید ساده‌تر باشد. نقص در شیشه آینه‌هایی ایجاد می‌کند که نور را در امتداد فیبر بازتاب می‌کند.
ناپیوستگی امپدانس باعث تضعیف، اعوجاج تضعیف، امواج ایستاده، حلقه‌زنی و اثرات دیگر می‌شود زیرا بخشی از سیگنال ارسالی به جای ادامه دادن به گیرنده، بسیار شبیه یک پژواک، به دستگاه فرستنده بازتابیده می‌شود. اگر ناپیوستگی‌های متعدد باعث شود بخش‌های بیشتری از سیگنال باقی‌مانده به فرستنده بازتابیده شود، این اثر ترکیب می‌شود. این یک مشکل اساسی در روش زنجیرهٔ دیزی برای اتصال قطعات الکترونیکی است.
هنگامی که یک بازتابش برگشتی به ناپیوستگی دیگری برخورد می‌کند، برخی از سیگنال‌ها در جهت سیگنال اصلی بازمی‌گردند و اثرهای پژواک متعددی ایجاد می‌کنند. این پژواک‌های پیش‌سو در فواصل زمانی مختلف به گیرنده برخورد می‌کند و تشخیص دقیق مقادیر داده روی سیگنال را برای گیرنده دشوار می‌کند. اثرها می‌توانند شبیه اثرهای لغزش باشند.

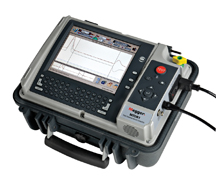
بازتاب‌سنج حوزه-زمانی برای تشخیص عیب کابل الکتیرکی

از آنجایی که آسیب به کابل می‌تواند باعث بازتابش شود، می‌توان از ابزاری به نام بازتاب‌سنج حوزه-زمانی الکتریکی (ئی‌تی‌دی‌آر؛ برای کابل‌های الکتریکی) یا بازتاب‌سنج حوزه-زمان نوری (اوتی‌دی‌آر؛ برای کابل‌های نوری) برای مکان‌یابی قسمت آسیب‌دیده کابل استفاده کرد. این ابزارها با ارسال یک سیگنال پالسی کوتاه به کابل و اندازه‌گیری مدت زمان بازگشت بازتابش کار می‌کنند. با این حال، اگر فقط بزرگی بازتابش مورد نظر باشد و مکان‌های دقیق خطا مورد نیاز نباشد، پل‌های وی‌اس‌دبلیوآر عملکرد مشابه اما کمتری را برای کابل‌های آراف انجام می‌دهند.
ترکیبی از اثرات تضعیف سیگنال و ناپیوستگی امپدانس بر روی یک پیوند ارتباطی، تلف جایگذاری نامیده می‌شود. عملکرد صحیح شبکه به امپدانس مشخصه ثابت در همه کابل‌ها و کانکتورها بستگی دارد، بدون ناپیوستگی امپدانس در کل سیستم کابل. هنگامی که درجه کافی از تطبیق امپدانس عملی نیست، سرکوبگرهای پژواک یا حذف‌کننده‌های پژواک، یا هر دو، گاهی می‌توانند مشکلات را کاهش دهند.
روش نمودار برگرون که برای هر دو مدل خطی و غیرخطی معتبر است، اثرات بازتابش را در یک خط الکتریکی ارزیابی می‌کند.